# Bob Schafer
Robert Thomas Schafer, detto Bob (Filadelfia, 29 marzo 1933 – Filadelfia, 15 febbraio 2005), è stato un cestista statunitense, professionista nella NBA.

## Carriera
Venne selezionato dai Philadelphia Warriors al terzo giro del Draft NBA 1955 (17ª scelta assoluta).